# Lambton
Lambton es un municipio canadiense situado en la provincia de Quebec.

## Superficie
Lambton tiene una superficie de 108,45 km².

## Demografía
En 2021, tenía 1630 habitantes, una densidad poblacional de 15 hab./km², y 1143 viviendas.